# Leichtmatrose (Band)

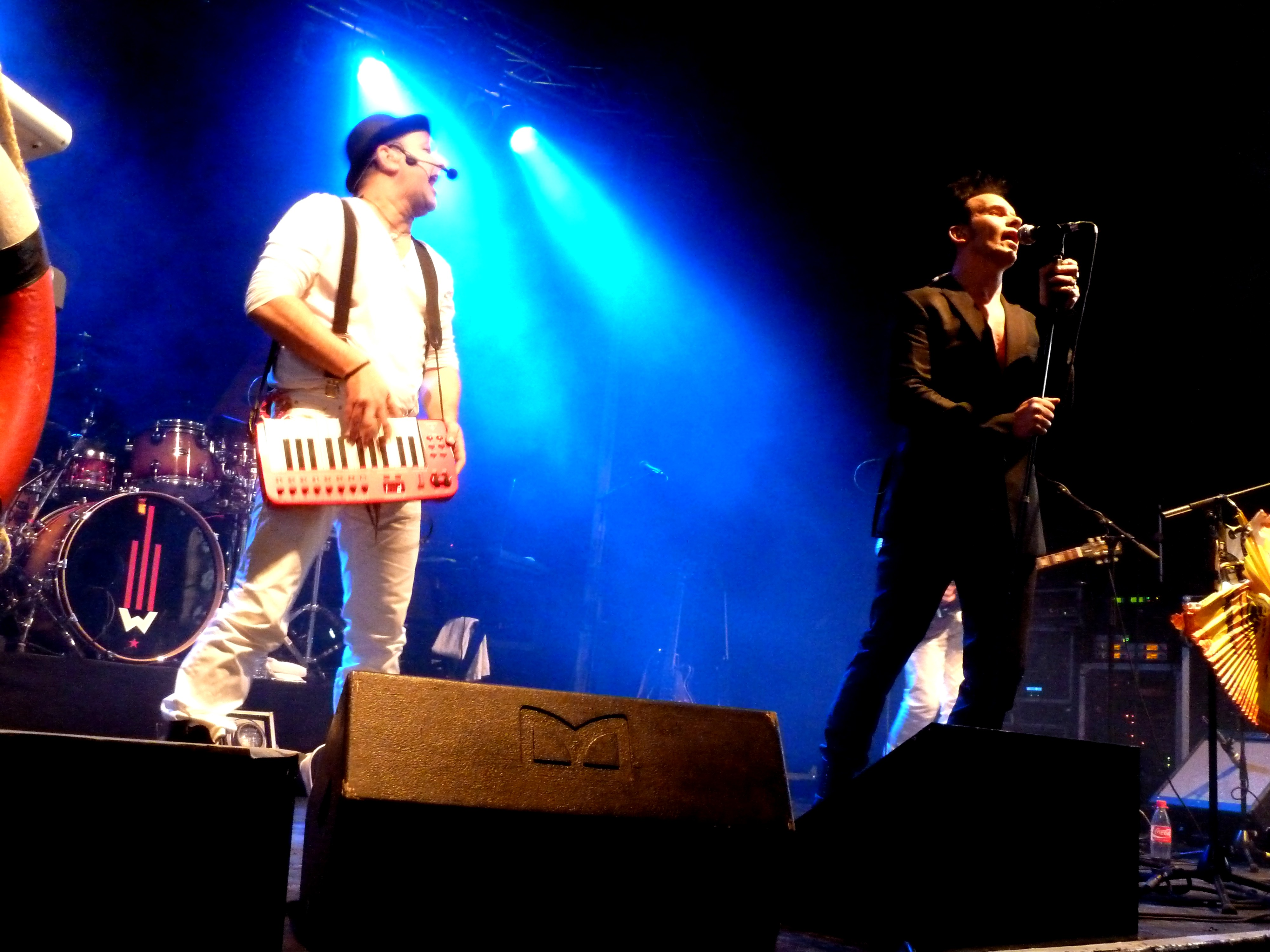
Leichtmatrose (2014)

Leichtmatrose ist eine Indie-Rock-Band aus Münster. Sie besteht aus den Musikern Andreas Stitz, Thomas Fest, Tom Günzel, Rick J. Jordan und Daniel Valente Fraga.

## Geschichte
Andreas Stitz aus Münster, der im Hauptberuf als Bewährungshelfer arbeitet, war als Instrumentalist in verschiedenen Bands tätig. 2005 entstanden als Soloprojekt die ersten Lieder unter dem Namen Leichtmatrose, die er 2007 auf der Internetplattform Myspace hochlud. Joachim Witt wurde auf ihn aufmerksam. Er stellte den Kontakt zu Plattenfirmen her und ermöglichte so die Produktion des ersten Albums Gestrandet (2009), das bei Ferryhouse/Warner erschien.
2011 traf Andreas Stitz auf Thomas Fest, der dem Projekt Leichtmatrose als Songwriter, Keyboarder und Gitarrist beitrat. Seither schreiben die beiden die Songs bis auf wenige Ausnahmen gemeinsam und formten aus dem ursprünglichen Soloprojekt nach und nach die Band leichtmatrose. Schlagzeuger Tom Günzel wurde im Jahr 2015 Mitglied. Seit Anfang 2018 ist der Keyboarder Rick J. Jordan, vormals Mitbegründer und Mitglied der Dance-Band Scooter, als Musikproduzent und Live-Bassist dabei. Das jüngste Mitglied der Band stieß Ende 2019 dazu, der Gitarrist Stephan Sundrup.
2019 spielten Leichtmatrose im Vorprogramm des deutschen Synthie-Pop-Sängers Peter Heppner auf dessen „Confessions & Doubts Tour“.
2020 waren Leichtmatrose federführend bei der Coverversion von Nein, meine Söhne geb’ ich nicht (Reinhard Mey & Freunde) beteiligt.
Während der COVID-19-Pandemie spielte die Band im Jahr 2020 zwei kostenfreie Livestream-Konzerte. Das erste „Geisterkonzert“ wurde im Juli in einem Club in Münster aufgezeichnet und live übertragen. Das zweite Konzert war ein Open Air auf der Goethe-Freilichtbühne Porta Westfalica und wurde vom Musikmagazin Sonic Seducer präsentiert.
2023 begleitete Leichtmatrose ASP auf deren ENDLiCH!-Tour als Special Guest, wo auch die EP Wir Kinder vom Bahnhof Adamo vorveröffentlicht wurde. Im März 2023 wurde bekanntgegeben, dass Sandrup nicht an der Tour teilnehmen kann und stattdessen Daniel Valente Fraga Gitarrist bei der Tour ist. Mittlerweile ist Fraga offizielles Mitglied der Gruppe.
Am 24. Mai 2025 gab die Band via Social Media den Ausstieg von Rick J.Jordan bekannt, der ab Sommer von Bassist Falko Grau abgelöst wird.

## Diskografie

### Alben
- 2009: Gestrandet
- 2015: Du, ich und die andern
- 2016: Remixed
- 2018: Heile Welt

### Singles
- 2009: Leichtmatrosen haben’s schwer
- 2009: Sexi ist tot
- 2010: Herztransplantation
- 2014: Jonny fand bei den Sternen sein Glück
- 2015: Damals im Leben (Was für ein Jahr)
- 2015: Ich hab dich bloß geliebt
- 2016: Hier drüben im Graben (feat. Joachim Witt)
- 2016: Remixed
- 2017: Jasmin
- 2018: Wenn es Nacht wird in Paris
- 2018: Jerusalem
- 2018: Raumpatrouille
- 2018: Chill Indianer
- 2019: Das Schicksal kann ein mieses Arschloch sein
- 2020: Liebe
- 2021: Karma Polizei
- 2021: Mein Gemälde von dir
- 2022: Du Disko
- 2022: Kawasaki
- 2023: Liebe 2k23 (feat. Seraphina Kalze)
- 2023: Wir Kinder vom Bahnhof Adamo